# Foutahäst
Foutahästen är en liten hästras av ponnytyp som härstammar från Senegal i västra Afrika. Den utvecklades ur lokala ponnyraser och används idag som packdjur eller till transport.

## Historia
Foutahästen har utvecklats i Senegal sedan början av 1900-talet genom korsningar av två lokala ponnyraser, Fleuvehäst och M'Bayarponny. Utvecklingen skedde snabbt och gav en stark ponny, dock utan större utstrålning. Senegal har dock varit ett stort hästland i Afrika där hästar är oumbärliga för befolkningen vilket gjorde att Foutahästarna snabbt växte i antal.

## Egenskaper
Foutahästen är en stark och uthållig hästras som dock inte är speciellt vacker och utan utstrålning. Huvudet är alldagligt och smalt och hästarna har väldigt lite tagel. Men hästarna passar utmärkt till packdjur och transport och även lite ridning.